# مسجد سعد وسعيد
مسجد سعد وسعيد هو جامع في مدينة القدس على شارع نابلس، على بُعد 400 متر من باب العامود، تم بناء المسجد سنة 1905 على أرض وقفية بمساحة 117 متر مربع.

## معلومات تاريخية
سمي المسجد نسبةً إلى تاجرين محليين مشهورين بتفانيهما في الحفاظ على الوقف في المدينة. تم بناؤه في حالته الحالية في عام 1905 على أرض وقفية تعود لشمس الدين البلقيني.
في عام 1956، هُدم المسجد من قِبل القوات المسلحة الإسرائيلية، ومنذ عام 2011، شهدت الأراضي محاولات إسرائيلية للاستيلاء عليها. حضر واقف الأوقاف أمام المحكمة وقدّم حجة قانونية لإثبات أن الوقف له تاريخ يمتد لـ 400 عام وتم تسجيله بشكل مناسب في السجل العقاري العثماني.
في 19 يوليو 2022، قام مستوطن غير مخول بدخول المسجد بالقوة وأقام طقوسًا تلمودية.
يأتي المسلمون للصلاة في المسجد يوميًا، باستثناء صلاة يوم الجمعة.